# Union syndicaliste libertaire
L'Union syndicaliste libertaire ou l'ESE (en grec : ΕΣΕ - Ελευθεριακή Συνδικαλιστική Ένωση / Eleftheriakí Syndikalistikí Énosi) est une confédération syndicale anarcho-syndicaliste grecque, fondée le 5 octobre 2003. Anciennement membre de l'Association internationale des travailleurs (AIT), elle est membre de la Confédération internationale du travail (CIT) depuis 2018. Il s'agit d'une des organisations anarchistes grecques les plus nombreuses.

## Histoire
Le syndicat est fondé le 5 octobre 2003 après un congrès qui en accepte la déclaration fondatrice. Au départ, il participe à la Solidarité internationale libertaire (SIL) tandis qu'elle est en cours tout en maintenant des liens avec l'Association internationale des travailleurs (AIT). Le syndicat est indépendant de tout parti politique et s'organise autour d'assemblées locales (ou professionnelles) sur le principe de la démocratie directe. Le syndicat se proclame solidaire des luttes anticapitalistes et antifascistes.
Pendant la crise économique grecque, le syndicat fait partie des organisations anarchistes grecques critiques de l'idée de coopérativiser l'économie. Il aide par ailleurs à l'accueil des migrants en Grèce.
En 2016, il quitte l'AIT avec la Confédération nationale du travail (CNT), la Fédération ouvrière régionale argentine (FORA) ou encore les Industrial Workers of the World (IWW), entre autres. En 2018, ces organisations fondent la Confédération internationale du travail (CIT) où elles se retrouvent,. Le syndicat devient une des organisations anarcho-communistes et anarcho-syndicalistes grecques les plus actives et nombreuses.
En 2023, l'organisation publie une traduction de Breaking the Chains: A History of Anarchism de Lucien van der Walt.